# Cynortellula
Cynortellula is een geslacht van hooiwagens uit de familie Cosmetidae.
De wetenschappelijke naam Cynortellula is voor het eerst geldig gepubliceerd door Roewer in 1925. 

## Soorten
Cynortellula is monotypisch en omvat slechts de volgende soort:
- Cynortellula bimaculata